# Buyo (Costa de Marfil)
Buyo es un departamento de la región de Nawa, Costa de Marfil. En mayo de 2014 tenía una población censada de 183 875 habitantes.
Se encuentra ubicado al suroeste del país, cerca del río Sassandra y de la frontera con Liberia.